# Caterham CT-05
O CT-05 é o modelo de monoposto de corrida da equipe Caterham F1 Team para a temporada 2014 de Fórmula 1. A Caterham não chegou a fazer uma apresentação oficial do carro. Ele foi anunciado pela imprensa no dia 28 de janeiro, durante os primeiros testes de pré-temporada no circuito espanhol de Jerez de la Frontera.